# 言え
『言え』（いえ）は、[Champagne]の通算3枚目のシングル。2011年7月20日にRX-RECORDSから発売された。

## 収録曲
1. 言え 作詞：川上洋平 作曲：川上洋平
2. Grand Daddy 作詞：川上洋平 作曲：川上洋平、白井眞輝